# میشل وارتان
میشل اس وارتان (به ارمنی: Մայքլ Վարդան) (به انگلیسی: Michael S. Vartan) بازیگر فرانسوی-آمریکایی است. وی از سال ۱۹۸۸ میلادی تاکنون مشغول فعالیت بوده‌است. وی از سوی پدرش تباری بلغاری-ارمنی دارد. او به خاطر بازی در نقش مایکل وان در سریال آلیاس مشهور شده‌است. وی برادرزاده سیلوی وارتان است.

## گزیده فیلمشناسی
از فیلم‌ها یا برنامه‌های تلویزیونی که وی در آن نقش داشته‌است می‌توان به آثار زیر اشاره کرد.
- فیوریله (۱۹۹۳)
- به وانگ فو، با تشکر برای همه چیز! جولی نیومر (۱۹۹۵)
- نعش‌کش (۱۹۹۶)
- افسانه اثر انگشت‌ها (۱۹۹۷)
- خم (فیلم) (۱۹۹۸)
- هرگز بوسیده نشده (۱۹۹۹)
- ماسه (۲۰۰۰)
- بهترین چیز بعدی (۲۰۰۰)
- عکس یک‌ساعته (۲۰۰۲)
- مادرشوهر هیولا (۲۰۰۵)
- تمساح (۲۰۰۷)
- جولین (فیلم) (۲۰۰۸)
- دبیرستان (فیلم ۲۰۱۰) (۲۰۱۰)
- کلمبیانا (فیلم) (۲۰۱۱)
- دوستان (مجموعه تلویزیونی) (۱۹۹۷)
- الی مک‌بل (۲۰۰۰)
- آلیاس (۲۰۰۱–۲۰۰۶)
- متل بیتس (۲۰۱۴)
- نینا (۲۰۱۶)